# بيشدان (غهرة)
بیشدان (بالفارسية: پیشدان) هي قرية تقع في إيران في قسم غهرة الريفي. يقدر عدد سكانها بـ 59 نسمة بحسب إحصاء 2016.